# Agüero
|  | Aquest article tracta sobre un municipi d'Aragó. Si cerqueu un municipi de Cantàbria, vegeu «Agüero (Cantàbria)». |

Agüero és un municipi aragonès situat a la província d'Osca i enquadrat a la comarca de la Foia d'Osca. El municipi també integra el llogaret de Sanfelices.

## Personatges il·lustres
- Ángel Fuertes Vidosa (1912-1948), lluitador antifranquista.